# Monk (banda)
Monk fue una banda de pop rock brasileña formada en 2010.

## Historia
La banda Monk fue formada en la ciudad de São Paulo, Brasil en el año de 2010, por Matheus Rocha (voz), Rafael Alves (batería), Gustavo Divetta (guitarra) y Bruno Oliveira (bajo). Monk hizo su debut el 21 de julio de 2010. El inicio de 2011, la banda Monk, ofreció en su sitio oficial y Myspace sus primeros registros en estudio. Son cuatro canciones inéditas, "Si lo necesita, Todo puede ser mejor, Estoy volviendo y Ser lo que soy". Las canciones con fuerte personalidad, tienen el propósito de pasar lo que hay de más positivo en nuestro cotidiano.
Las canciones fueron producidas por Renato Galozzi y Rique Azevedo, grabadas, mezcladas y masterizadas por Paulo Anhaia. En 2012 Monk grabó dos canciones más "Jane Blue, Libre y Jane Blue en versión acústica". Las siete canciones forman parte del primer EP de la banda titulada Monk.
En enero de 2018 el final de la banda fue anunciado en su sitio oficial.

## Discografía
- Monk (2012)